# Ludmila Dandová
Ludmila Dandová (23. května 1896 Královské Vinohrady – ??) byla česká pedagožka, fotografka a esperantistka.

## Životopis
Rodiče Ludmily byli Antonín Danda (1868–1924) portrétní malíř, fotochemik v Praze a Marie Dandová-Rathausová z Chotěboře (17. 11. 1867), svatbu měli 18. srpna 1895.
Ludmila Dandová byla fotografka, učitelka a propagátorka esperanta. Pracovala ve Svazu katolických esperantistů ČSR, byla dopisovatelkou esperantských časopisů, resp. příloh časopisů. Bydlela v Praze XI Kostnické náměstí 592/7.

## Dílo

### Dopisnice/pohlednice
Dopisnice/pohlednice:
- Poutní místo u blahoslavené Zdislavy v Jablonném v Podještědí – fotograf Ludmila Dandová, ilustrátor Vojtěch Kubašta[4]